# Vallerängstorps naturreservat
Vallerängstorps naturreservat är ett naturreservat i Finspångs kommun i Östergötlands län.
Området är naturskyddat sedan 2019 och är 24 hektar stort. Reservatet ligger lite norr om Roltorpasjön. Reservatet består av gammelskog av tallar och vidgreniga granar.